# Hugo Lindheim
Hugo Salli Lindheim (* 8. Juli 1892 in Rennertehausen; am 15. Januar 1943 vom SS-Sammellager Mechelen aus ins Vernichtungslager Auschwitz deportiert) war der Besitzer der Möbelfabrik Lindheim in Kahl am Main, die 1937 im Zuge der Arisierung jüdischen Besitzes von Karl Kübel erworben wurde. Zusammen mit seiner eigenen Firma formte Kübel daraus die bis weit in die Nachkriegszeit hinein bekannten 3K Möbelwerke. Hugo Lindheim und seine Familie konnten zunächst nach Belgien emigrieren, wurden aber nach dessen Eroberung durch die Deutsche Wehrmacht nach Auschwitz deportiert. Genaue Todesdaten sind unbekannt.

## Familie
Hugo Lindheim kam in Rennertehausen als Sohn des Kaufmanns Siegfried Lindheim (* 4. Oktober 1860; † 22. Mai 1939 in Mechelen) und dessen Ehefrau Ida (geborene Mosheim, * 28. November 1866; † 1923) zur Welt. Den zweiten Vornamen Salli trug er laut der Geburtsurkunde vom 12. Juli 1892 schon von Geburt an. Zur Familie gehörten noch zwei ebenfalls in Rennertehausen geborene Geschwister:
- Berthold Lindheim (* 26. April 1895; † 4. April 1973 in Philadelphia)
Er begann 1914/15 begann ein Studium an der Julius-Maximilians-Universität Würzburg, nahm am Ersten Weltkrieg teil und setzte 1919 sein Studium in Würzburg fort. Der 1923 mit einer Dissertation über Neue Additionsverbindungen alpha-ungesättigter Säuren[3] promovierte Berthold lebte später als Chemiker in Frankfurt am Main und war dort ab 1927 mit Herta Fränkel aus Würzburg verheiratet. Aus dieser Ehe ging der Sohn Fred Horst Lindheim (* 3. Juli 1932 in Frankfurt) hervor, der Ende 1938 mit einem Kindertransport nach Belgien ausreisen konnte und für einige Zeit bei seinem Onkel Hugo in Mechelen wohnte, bevor er zusammen mit seinen Eltern über Großbritannien in die USA emigrierte.
Berthold Lindheim war 1938 nach der Pogromnacht ins KZ Buchenwald gebracht worden. Nach seiner Freilassung konnte er zusammen mit seiner Frau im Frühjahr 1939 nach London fliehen und von dort, nachdem auch Sohn Fred nachgekommen war, in die USA, wo er eine Anstellung als Chemiker in der pharmazeutischen Industrie fand.[4]
- Martha Lindheim (* 15. März 1900, verheiratete Loewenberg)
Zusammen mit ihrem Vater und ihrem Ehemann Kurt Löwenberg (* 13. Mai 1892 in Aachen) bildete sie eine von zwei jüdischen Familien, die 1933 in Rennertehausen gelebt hatten. Beim Novemberpogrom 1938 wurde Siegfried Lindheim durch SA-Leute ins Ortsgefängnis gesperrt, während sich Kurt Löwenberg der Festnahme durch die Flucht entziehen konnte. „Siegfried Lindheim wurde wegen seines hohen Alters wieder freigelassen […]. 1939 konnten Siegfried Lindheim, Martha und Kurt Löwenberg auswandern (zunächst nach Belgien, wo Siegfried Lindheim starb; Tochter und Schwiegersohn konnten noch nach Chile emigrieren).“[5] Diese Darstellung kollidiert allerdings, zumindest, soweit sie die Person Siegfried Lindheim betrifft, mit den Angaben in dessen Wiedergutmachungsakte. Dort steht nämlich, er sei am 15. April 1937 nach Mechelen ausgewandert.[6]

## Hugo Lindheim in Frankfurt
Im Vergleich zu dem Rest seiner Familie ist über Hugo Lindheim wenig bekannt, auch nicht über seine Ausbildung. Seine Berufsbezeichnung lautet einmal Kfm. für Kaufmann, dann später in Belgien „Möbelfabrikant“, und immer wieder erfolgt auch die Zuschreibung „specialist-technieker“ oder „spécialiste technicien dans la fabrication de meubles“ (Fachkraft für Möbelherstellung).
Ein frühester Hinweis auf Hugo Lindheim ist die Anzeige seiner Verlobung mit Mathilde Bachenheimer (* 14. Februar 1892 in Röddenau – am 15. Januar 1943 zusammen mit ihrem Mann und ihrer Tochter nach Auschwitz deportiert) aus der Frankenberger Zeitung vom 9. September 1919. Ein Führungszeugnis des Frankfurter Polizeipräsidenten vom 5. Januar 1938 bescheinigt ihm – neben seiner polizeilichen Unbedenklichkeit –, dass er vom 9. Februar 1920 bis 30. Dezember 1937 in Frankfurt ansässig gewesen sei, ein weiteres, dass er am 11. Februar 1920 in Frankfurt Mathilde geheiratet habe. Am 19. November 1921 wurde in Frankfurt das einzige Kind der beiden, die Tochter Lore, geboren. 1924 zog die Familie Lindheim aus der Lersnerstraße in die Rhönstraße 119 I um, wo sie bis zum 4. Dezember 1929 wohnen blieb. Ihre letzte Wohnadresse in Frankfurt war dann bis 30. Dezember 1937 die Gagernstraße 17, von wo aus sie nach Mechelen verzog.
Im Frankfurter Adressbuch von 1922 findet sich dann erstmals ein Eintrag über ihn, der Aufschluss über seine beruflichen Aktivitäten erlaubt: „Lindheim, Hugo, Kfm., Lersner-Str. 30 a f. Frankfurter Möbelfabrik Lindheim & Co.“. Ein weiterer Eintrag verweist auf die Geschäftsadresse: Frankfurter Möbelfabrik Lindheim & Co., Rhönstr. 30. (Lage) Ob es sich bei dieser Möbelfabrik um eine Neugründung gehandelt hat oder um eine Übernahme, lässt sich nicht klären, doch ergeben die Frankfurter Adressbücher einige Anhaltspunkte über die Entwicklungen am Geschäftsstandort Rhönstraße 30. Der Eintrag im Straßenverzeichnis des Adressbuches von 1919 lautet: „E. Hollermann Erben. Hollermann, C., Schreinerei“. Ein Jahr später lautet der Eintrag:
„E. Hollermann, E., Ww. (Schwanthaler-Str. 57).
 Hollermann, C., Schreinerei
Lindheim & Co., Möbelfabrik“.
Das bedeutet also, dass unter Lindheims Geschäftsadresse bereits ein Schreinereiunternehmen existiert hat, und für beide Geschäfte bleiben die Adressbucheinträge der nachfolgenden Jahre gleich. Das könnte daraufhin deuten, dass es eine Verbindung zwischen dieser Schreinerei und Lindheims Möbelfabrik gegeben hat.
1924 enthielt das Adressbuch kein Straßenverzeichnis, und Hugo Lindheim erscheint privat im Namensverzeichnis unter seiner Wohnadresse Lersnerstraße sowie im Branchenverzeichnis mit dem schon 1922 verwendeten Eintrag „Frankfurter Möbelfabrik Lindheim & Co.“ mit Sitz in der Rhönstraße 30. Carl Hollermann wird im Namensverzeichnis weiterhin als Schreinermeister (nicht Schreinerei) in der Rhönstraße aufgeführt und mit einer zusätzlichen Wohnadresse, ein Eintrag im Branchenverzeichnis existiert für ihn nicht.
1925 gibt es für Carl Hollermann nur noch einen Eintrag unter seiner Privatadresse, wo er als Schreinermeister geführt wird, und diese Berufsbezeichnung weicht 1927 der eines Betriebsleiters. Ein Bezug zu einem eigenen Unternehmen in der Rhönstraße 30 ist für ihn seit 1925 nicht mehr gegeben, unter dieser Adresse wird nur noch Lindheims Unternehmen aufgeführt. 1927 gibt es für die „Frankfurter Möbelfabrik Lindheim & Co.“ den letzten Eintrag in einem Frankfurter Adressbuch, und das Straßenverzeichnis von 1930 führt für die Rhönstraße 30 keine geschäftlichen Einrichtungen mehr auf, sondern benennt nur noch die Eigentümerin, die Witwe Sophie Hollermann.
Diese Abfolge legt nahe, dass die Schreinerei Hollermann im Laufe der Jahre in der „Frankfurter Möbelfabrik Lindheim & Co.“ aufgegangen ist und Carl Hollermann in dieser Firma als Betriebsleiter fungierte. Lindheims Möbelfabrik war am 15. Oktober 1927 von ihrem Domizil in der Rhönstr. 30 nach Kahl am Main in Unterfranken umgemeldet worden, wo sie weiterhin als Frankfurter Möbelfabrik Lindheim & Co. firmierte.

## Die Frankfurter Möbelfabrik Lindheim & Co. in Kahl
Die Frankfurter Geschäftsräume befanden sich in einem Wohnviertel am Rande des Zoos. Der Umzug nach Kahl brachte demnach einen bedeutenden Flächenzuwachs, wie sich aus den Wiedergutmachungsakten ergibt. Auf dem Gelände an der Hanauer Landstraße, im heutigen Gewerbegebiet zwischen Hanauer und Freigerichter Straße (Lage), verfügte Lindheim nun über zwei Grundstücke mit zusammen etwas mehr als 15.000 m² Fläche, auf der sich ein „Fabrikgebaeude mit Waschhaus und Abortanlage, Benzinkeller, Lager- und Hofraum“ sowie ein großer Lagerplatz befanden.

Über das, was in Kahl produziert wurde, gibt es keine direkten Informationen. Aus dem Buch über Karl Kübel ist aber zu erfahren, dass Hugo Lindheim in Kahl 1937, also zehn Jahre nach dem Wegzug aus Frankfurt, sowohl ein technisch modernes Werk aufgebaut hatte, als auch eines, das über große Aufträge und 114 Mitarbeiter verfügte – gegenüber nur 60 Mitarbeitern, die Kübel in Worms beschäftigte.

„Nicht sonderlich interessiert, fuhr Karl Kübel zum Main – hellauf begeistert kehrte er abends zurück. Was ihn zum Kauf dieses Werkes animierte, war weniger die Lösung seines Kapazitätsengpasses oder der beachtliche Auftragsbestand dieser Möbelfabrik – wenige Tage zuvor hatte ein Kunde aus Holland 100 Schlafzimmer bestellt –, sondern es war die zukunftsweisende Technik, hauptsächlich die gigantische Dampfmaschine mit großem Rad, über das zur Kraftübertragung ein breiter Treibriemen lief. […] Staunend stand er vor dieser Anlage, die mehr Strom produzierte, als im ganzen Möbelwerk gebraucht wurde: ›Die Faszination, die von dieser Dampfmaschine und überhaupt vom technischen Fortschritt in der Fabrik ausging, hatte den Ausschlag zum Kauf gegeben. Ich bin einfach davon ausgegangen, dass dann auch alles in diesem Werk stimmen müsse‹, erinnerte er sich später.“

## Die Arisierung
Es ist nicht bekannt, ab wann Hugo Lindheim für sich, seine Familie und sein Unternehmen in Deutschland keine Zukunft mehr sah. In der Wiedergutmachungsakte heißt es lediglich: „Unter dem Druck der Hitlerregierung und deren Gliederungen wie die NSDAP wurde der Berechtigte zum Verkauf von Geschäft u. Grundbesitz gezwungen. Der Inhaber musste nach dem Verkauf nach Belgien auswandern, um sich eine neue Existenz zu suchen.“ In den Akten des Algemeneen Rijksarchief/Archives Génerales du Royaume, Brüssel ist eine erste Kontaktaufnahme nach Belgien durch einen Visumsantrag vom 25. November 1935 belegt. Das einmonatige Visum sollte „Geschäftsreisen, Besuch von Kunden und ev. Engagement von belgischen Möbelvertrtern“ in Brüssel und Antwerpen dienen. Ob damit in Wirklichkeit Erkundungen für eine Emigration verbunden waren, lässt sich nicht sagen, doch um den Aufbau einer neuen Existenz muss er sich spätestens seit 1936 bemüht haben, denn in den Akten des Belgischen Reichsarchivs gibt es ein Schreiben der Firma Devos Frères, Manufacture de Meubles, Malines (Mechelen), vom 11. Januar 1937, in dem diese sich beim Justizministerium für eine sofortige Erteilung einer Aufenthaltsgenehmigung für Hugo Lindheim einsetzen und einen Arbeitsvertrag mit ihm avisieren. Lindheims Tätigkeit sollte nach diesem Schreiben im Zusammenhang mit der Inbetriebnahme einer Fabrik stehen. In der Folge hielt sich Lindheim mehrfach geschäftlich in Malines und in Brüssel auf, wie Visumsanträge und Reisebstätigungen der Industrie- und Handelskammer Würzburg belegen.
Die Auswanderungs- und Verkaufsabsichten von Hugo Lindheim blieben in Deutschland nicht verborgen, und so erfuhr Karl Kübel „durch einen seiner Vertreter, dass in Kahl am Main, zwischen Hanau und Aschaffenburg, ein jüdischer Fabrikant unter dem Druck der Nationalsozialisten seinen Betrieb zu verkaufen versuchte“. Was das für diesen „jüdischen Fabrikanten“ bedeutete und was davon auch Kübel bewusst war, wird in dem Kübel-Buch in einer Info-Box über „Die Nürnberger Gesetze“ angedeutet: „Ab 1936 zielte die Gesetzgebung auf die Enteignung: Nach der Registrierung aller jüdischen Unternehmen im Juni 1938 wurden im Dezember die letzten Betriebe geschlossen oder ›arisiert‹, das heißt enteignet. Wer unter den jüdischen Unternehmern hinreichend Weitsicht hatte, ließ es so weit möglichst nicht kommen und versuchte, seinen Besitz zu verkaufen, auch wenn er keinen angemessenen Preis mehr erzielen konnte.“ Kübel selber äußerte sich dazu in einem Interview wesentlich direkter. Auf die Frage, ob, der „Kaufpreis wesentlich unter dem üblichen Preis“ gelegen habe, „weil es Juden waren“, lautete seine Antwort: „Ja, […] die mußten ja Käufer suchen und das war bis dahin […] nicht möglich gewesen.“
In der Wiedergutmachungsakte wird auf den notariell beglaubigten Kaufvertrag vom 14. August 1937 verwiesen, dessen Zahlungskonditionen lauteten: „RM. 85000.- abz. RM. 24000.- Hypothek. Zahlung erfolgte lt. Kaufvertrag an die Deutsche Effekten-Wechselbank Frankfurt a. Main.“ Im Antrag für die Wiedergutmachung wird die Frage, ob der Kaufpreis angemessen gewesen sei, verneint. Am 1. Dezember 1937 ging Lindheims Kahler Möbelwerk „in den Besitz des 28-jährigen Unternehmers über. […] Kübel war so sehr von der Bedeutung des Kahler Werkes für die Zukunft seiner Firma überzeugt, dass er den Firmensitz sowie die etwa 15-köpfige Verwaltung von Worms nach Kahl verlegte. Jetzt konnte er das noch wenig bekannte Markenzeichen ›KKW‹ in das einprägsame dreifache K, in ›KKK‹ (für Karl Kübel Kahl), umbenennen und daraus ein markantes Firmenlogo entwickeln lassen.“ Auf der Webseite der Karl Kübel Stiftung für Kind und Familie wird Karl Kübel als „sozial engagierter Unternehmer und gläubiger Christ“ beschworen, als Beispiel eines „christlich geprägtes Unternehmertums“ und „tief verwurzelt im ökumenischen Glaubensgrund des Christentums“. Er wird dort als ein Tatmensch beschrieben, der mit einem Startkapital von 5.000 Reichsmark „innerhalb von 40 Jahren […] eines der führenden Möbelunternehmen Europas  –  die ›3K‹-Gruppe“ – geschaffen habe.  Weder in dem Buch der Stiftung, noch auf deren Homepage findet sich ein Wort des Bedauerns über Kübels Arisierung von Hugo Lindheims Möbelfabrik, die erst seinen Aufstieg möglich gemacht hat.
Karl Kübel hat mit dem Erwerb von Hugo Lindheims Kahler Werk ein Schnäppchen gemacht, doch er ist damit nie recht glücklich geworden. Von Anfang an musste er zur Kenntnis nehmen, dass zumindest ein Teil der Kahler Belegschaft noch zu Lindheims Zeiten offen mit den Nazis sympathisierte und in Uniform durch das Werk stolzierte. „Man wollte […] direkt Zwang ausüben, damit das möglichst bald in arische Hände kam.“, Dieser Zwang bestand nach Kübel darin, dass die Arbeiter täglich zwei Stunden weniger gearbeitet, aber auf der Auszahlung des vollen Lohnes bestanden hätten. Und das für Kübel Überraschende: Dieses Verhalten der Belegschaft änderte sich auch nicht, nachdem er das Werk übernommen hatte. „Die haben den Stil weitergemacht, als wenn ich auch Jude gewesen wäre.“ An anderer Stelle behauptet er, das sei auch während des Krieges nicht besser geworden und selbst den Verkauf des Kahler Werks im Jahre 1962 begründete er noch – neben einem attraktiven Angebot – mit der unbefriedigenden Arbeitsmoral der dortigen Mitarbeiter.

## Emigration und Deportation
Wie oben schon dargestellt und durch Dokumente in Lindheims Immigrationsdatei im Belgischen Staatsarchiv belegt, ist davon auszugehen, dass Lindheims Übersiedelung nach Mechelen ein wohlvorbereiteter Schritt gewesen war. Vermutlich konnte er auf geschäftliche Kontakte zurückgreifen. Eine wichtige Rolle spielte in diesem Zusammenhang die schon erwähnte Möbelfabrik „Devos Frères“. Deren Direktion wendet sich in einem Brief vom 22. Dezember 1937 an den Direktor für öffentliche Sicherheit (l'Administrateur de la Sûreté Publique) beim belgischen Justizministerium. In dem Schreiben, in dem eindringlich um die Erteilung einer Aufenthaltserlaubnis für Hugo Lindheim gebeten wurde, weist sie auf dessen Bedeutung für das eigene Unternehmen hin. Herausgestellt wurde nicht nur Lindheims „Eigenschaft als technischer Spezialist für die Möbelherstellung“, sondern auch, dass dessen Verpflichtung der Firma selber „frisches Kapital und eine ausländische Kundschaft bringen wird, die es uns ermöglichen wird, in Zukunft unseren Exportumsatz zu steigern“. Ob sich Hugo Lindheim tatsächlich mit eigenem Kapital an der Firma „Devos Frères“ beteiligt hat, oder ob das nur ein zusätzliches Argument war, um die Behörde zu einem positiven Bescheid zu veranlassen, lässt sich nicht mehr verifizieren. Im Hessischen Staatsarchiv in Wiesbaden existiert eine „Reichsfluchtsteuerakte“ für Hugo Lindheim. Die Akte enthält eine von Lindheim unterschriebene Vermögensaufstellung mit dem Stand vom 10. März 1938, die ausschließlich Posten aus dem geschäftlichen Verkehr umfasst. Dem Vermögen einschließlich noch offener Forderungen in Höhe von RM 52.047,77 stehen Verbindlichkeiten in Höhe von RM 10.764,27 gegenüber, was ein Gesamtvermögen von RM 41.283,27 ergab. Zum Zeitpunkt der Abgabe dieser Erklärung lebte Lindheim aber bereits in Malin. In einem „Reichsfluchtsteuerbescheid“ der Reichsfluchtsteuerstele beim Finanzamt Frankfurt vom 24. Mai 1938 wird von einem Gesamtvermögen von RM 35.600,-- ausgegangen, aus dem sich eine Reichsfluchtsteuer von RM 8.900,-- errechnete. Ein Vermerk vom 5. Juli 1938 des Finanzamtes hält fest, dass die Reichsfluchtsteuer bezahlt und die Devisenstelle entsprechend zu informieren sei („Unbedenklichkeitsbescheinigung“).
Die Akte enthält allerdings keinen Hinweis, ob das Vermögen noch an Hugo Lindheim transferiert wurde. Es ist eher vom Gegenteil auszugehen, denn am 17. April 1941 meldete sich das Finanzamt Moabit-West beim Finanzamt Frankfurt und weist darauf hin, dass die dort festgesetzte Judenvermögensabgabe über RM 9.750,-- noch nicht bezahlt sei und deshalb die zuvor erwähnte Unbedenklichkeitsbescheinigung nicht hätte erteilt werden dürfen. Sie müsse sofort widerrufen werden, da durch eine Auszahlung aus dem Sperrkonto dem Reich bereits ein Schaden über RM 1.000,-- entstanden sei. In einem Vermerk vom 22. April 1941 bestätigt das Finanzamt Frankfurt die Berliner Rechtsauffassung und bestätigte zugleich den Widerruf der Unbedenklichkeitsbescheinigung. Das letzte Dokument in der Akte ist Mitteilung des Finanzamtes Frankfurt vom 25. November 1948. Darin wird Hugo Lindheims Vermögen entsprechend dem oben erwähnten Vermögenssteuerbescheid vom Mai 1938 mit RM 35.600,-- angegeben, die bezahlte Reichsfluchtsteuer mit RM 8.900,--. Erwähnt wurde ein weiteres „Guthaben bei der Bayr. Hypothek-u.Wechselbank in Alzenau“. Dieses letzte Dokument in der Akte trägt den Stempelaufdruck „Ausgewertet für die I SO“, womit die IRSO gemeint war. Das kann als Indiz dafür gelten, dass Hugo Lindheim nicht mehr in den Besitz seines in Deutschland verbliebenen Bankguthabens gekommen war und die IRSO Restitutionsansprüche geltend gemacht hatte oder machen wollte.
Ein Führungszeugnis des Polizeipräsidenten von Frankfurt am Main vom 5. Januar 1938 bescheinigt Hugo Lindheim, dass er vom 9. Februar 1920 bis zum 30. Dezember 1937 in Frankfurt „polizeilich gemeldet gewesen und daß über ihn […] in den polizeilichen Listen eine Strafe nicht verzeichnet ist“. Die Anmeldung in Belgien, und zwar in der Gemeinde Ixelles, für Hugo und Mathilde Lindheim ist in Ausländerberichten (Bulletin d'Étranger) vom 12. beziehungsweise 14. Januar 1938 dokumentiert. Als Ankunftstag wird der 31. Dezember 1937 genannt, die Frage, ob sie politische Flüchtlinge seien, wird verneint, bejaht dagegen die Frage nach der Absicht, länger als 6 Monate in Belgien zu verbleiben. Hugo Lindheim verfügte zu dem Zeitpunkt über einen deutschen Reisepass, ausgestellt am 21. Februar 1936 in Frankfurt am Main, und über ein am 14. April 1937 vom Belgischen Konsulat ausgestelltes und auf ein Jahr befristetes Visum.

Am 15. Januar 1938 wurde ihm in Ixelles eine Ausländerbescheinigung ausgestellt. („Étranger Certificat D'Inscription Au Registre Des Étrangers“/„Ausländerbescheinigung über die Eintragung in das Ausländerregister“) Dass sich Lindheims Aufenthalt in Belgien nicht komplikationslos gestalten würde, zeigt ein Brief des belgischen Arbeitsministeriums, ebenfalls vom 14. Januar 1938, an das Justizministerium.

„Ich habe einen Antrag der Firma DEVOS Frères, Mechelen, auf Genehmigung erhalten, Herrn LINDHEIM, Hugo, […] als technischen Spezialisten zu beschäftigen.
Der Direktor der Firma, Herr VAN HOEY, kontaktierte auf unseren Rat hin unsere Verwaltung, um die Gründe zu erläutern, die den Betreffenden mit einem Touristenvisum zur Einreise nach Belgien zwangen, und über die Gefahr, der er ausgesetzt wäre, wenn er nach Deutschland zurückkehren müsste, um ein reguläres Reisedokument zu erhalten.
Ich habe beschlossen, über den Genehmigungsantrag nicht zu entscheiden, bis Sie mir mitgeteilt haben, welche Haltung Sie in Bezug auf den Aufenthalt von Herr LINDHEIM in Belgien haben. Ich wäre Ihnen daher dankbar, wenn Sie mich so schnell wie möglich informieren könnten. Ich denke, ich sollte Ihnen mitteilen, dass das Wirtschaftsministerium den Antrag unterstützt, die Zusammenarbeit der interessierten Parteien muss für die Möbelindustrie von großem Interesse gewesen sein. Die Entscheidung meiner Abteilung wird daher sicherlich positiv ausfallen.“

Am 18. Januar 1938 wendet sich Direktor van Hoey von Devos Frères ebenfalls an das Justizministerium und bittet angesichts der im zuvor zitierten Schreiben in Aussicht gestellten Arbeitserlaubnis auch um die Genehmigung der Aufenthaltserlaubnis für Hugo Lindheim und seine Familie, und am 22. Januar 1938 folgt tatsächlich die Arbeitserlaubnis für Hugo Lindheim bei Devos Frères, allerdings befristet bis zum 31. Dezember 1938. Am 28. März 1938 erfolgt die Anmeldung in Mechelen, und am 19. April 1938 stellt Lindheim den Antrag auf Ausstellung eines belgischen Personalausweises („Aantrag om een Identiteitskaart binnen het Rijk“). Einen Tag zuvor hatte dies bereits seine Tochter Lore getan, über die es in dem Antrag heißt, sie studiere in einem Internat in Morlanwelz. Über Lore hatte das belgische Justizministerium bereits am 14. Februar 1938 eine polizeiliche Auskunft in Deutschland angefordert, auf die das Frankfurter Polizeipräsidium am 26. Mai 1938 mitteilte: „Nachteiliges, auch in sittlicher und politischer Beziehung, ist über sie hier nicht bekannt geworden; Stafen sind hier nicht verzeichnet.“
Am 20. Januar 1939 wird Hugo Lindheims Arbeitserlaubnis um ein weiteres Jahr verlängert. In Sachen Pass tut sich aber nichts, es folgen nur die wiederkehrenden Erneuerungen der Ausländerbescheinigung. Am 22. April 1940 taucht Hugo Lindheims Name in einem Überwachungsbericht der Sicherheitsbehörden von Charleroi über den in Morlanwelz lebenden und aus Lich geflüchteten Ernst-Ludwig Chambré auf. Außer, dass sie in Beziehung zueinander stünden, wurde Lindheim aber nichts vorgeworfen. In Sachen der beantragten Personalausweise sind keine weiteren Entwicklungen dokumentiert.
Am 10. Mai 1940 begann der deutsche Überfall auf die Niederlande, Belgien und Luxemburg. Welche unmittelbaren Auswirkungen auf Hugo Lindheim und seine Familie dies hatte, ist nicht dokumentiert. Am 25. April 1942 teilte das für Ausländerfragen zuständige Polizeikommissariat der Stad Mechelen dem Beauftragten für die Öffentliche Sicherheit in Brüssel („Aan den heer Administrateuer der Openbare Veiligheid te Brussel“) mit, dass die früheren deutschen Staatsbürger Hugo Lindheim und seine Frau Mathilde aufgrund ihrer jüdischen Abstammung ihre deutsche Staatsangehörigkeit verloren hätten und künftig als staatenlos zu melden seien. Für Lore Lindheim ergeht ein separates Schreiben mit gleichlautendem Inhalt.
Am 23. Oktober 1942 wandte sich das Polizeikommissariat der Stad Mechelen erneut an seine vorgesetzte Behörde in Brüssel. Aus diesem Schreiben geht hervor, dass Hugo und Mathilde Lindheim aufgrund ihrer jüdischen Abstammung Anfang August 1942 zum Arbeitsdienst verpflichtet worden seien. Ihr aktueller Standort sei dem Polizeikommissariat unbekannt, die Einträge im Ausländerregister würden nicht verlängert und das Haus dieser Personen sei bereits anderweitig vermietet worden. Dennoch bitte man um Klärung, was seitens der Stadt Mechelen noch zu tun sei. Wiederum mit gleichlautendem Schreiben wird auch eine Klärung in Sachen Lore Lindheim erbeten. Die angeschriebene Behörde erklärte sich mit Schreiben vom 27. Oktober 1942 in der Sache nicht mehr für zuständig und verweist auf die „Verwaltung für Provinz- und Gemeindeangelegenheiten“ in Brüssel.
Was in dem zuvor zitierten Briefwechsel beschönigend als Verpflichtung zum Arbeitsdienst deklariert worden war, war in Wahrheit die Einlieferung der Familie Lindheim in das erst wenige Monate zuvor errichtete SS-Sammellager Mecheln. Mit dem XVIII. Transport wurden Hugo Lindheim, seine Frau Mathilde und die gemeinsame Tochter Lore am 15. Januar 1943 von dort aus nach Auschwitz deportiert.
Am 26. Juni 1945 erstellt die Stadt Mechelen eine „Mitteilung über den Abgang eines Ausländers“ („Bericht van vertrek van een vreemdeling“), aus dem hervorgeht, dass Hugo Lindheim und seine Frau Mathilde am 1. November 1944 „von amtswegen aus dem Ausländerregister gelöscht“ wurden („van ambtswegen geschrapt uit het vreemdelingenregister“). Grund: „wurden von den Deutschen als Juden weggebracht“ („werden door de Duitschers weggevoerd als jood“). Zwei Tage später erfolgte die gleiche Mitteilung auch für Lore Lindheim. Es sind die letzten Einträge in der Immigrationsakte der Lindheims.

## Wiedergutmachungsverfahren
Nach dem Ende des Zweiten Weltkriegs forderte eine Mitarbeitergruppe die Enteignung des Kahler Werks zugunsten der Gewerkschaft. Ihre Begründung: Es sei von dem jüdischen Vorbesitzer unrechtmäßig und zu billig erworben worden. Als Kübel davon erfuhr, war bereits die amerikanische Besatzungsbehörde eingeschaltet. Zum Anhörungstermin dort brachte er den Bankdirektor, der seinerzeit an den Kaufverhandlungen teilgenommen hatte, als glaubwürdigen Zeugen und den notariell bestätigten Kaufvertrag mit. Schon nach einer knappen Viertelstunde waren die Amerikaner vom rechtmäßigen Erwerb des Kahler Werkes überzeugt.
Wenige Jahre später stellte sich die Frage nach dem rechtmäßigen Besitz an Hugo Lindheims ehemaliger Fabrik erneut. Am 14. Oktober 1948 beantragte die IRSO Nürnberg beim Zentralmeldeamt Friedberg bei Bad Nauheim von „Karl Kübel, Moebelfabrikant, Worms am Rhein, Alzeyerstrass 60“ die Rückerstattung des wie folgt beschriebenen Vermögens von „Lindheim, Hugo, Frankfurt/Main, Gagernstrasse 17, Inhaber der Fa. Frankfurter Moebelfabrik, Lindheim & Co., Kahl am Main: Fabrikgrundstueck und Fabrikgebaeude, Kahl am Main, Hanauerlandstrasse 96, Plan Nr. 3036 a Fabrikgebaeude mit Waschhaus und Abortanlage, Benzinkeller, Lager- und Hofraum zu 0,750 ha, GrdbBand XXI, 1337; Plan Nr. 3096 b Lagerplatz zu 0,739 ha und Geschaeftsunternehmen nebst Maschinen, Werkzeuge, Fabrikations- und Bueroeinrichtung der unter Nr. 1 verzeichneten Firma.“ Dieses Verfahren lief formal noch bis zum März 1951, wurde aber zwischenzeitlich nicht mehr weiterverfolgt, da mit Datum vom 7. November 1948 Hugo Lindheims in New York lebender Bruder Berthold (Bert) Lindheim für sich und Martha Löwenberg beim Zentralmeldeamt Bad Nauheim einen eigenen Rückerstattungsanspruch gegen Karl Kübel geltend machte. Vertreten wurden sie dabei von dem in Frankfurt am Main ansässigen Joseph Christ, der als Devisenberater und Helfer in Steuersachen firmierte.

Als Grund für die Geltendmachung der Ansprüche heißt es in dem Antrag: „Unter dem Druck der Hitlerregierung und deren Gliederungen wie die NSDAP wurde der Berechtigte zum Verkauf von Geschäft u. Grundbesitz gezwungen. Der Inhaber musste nach dem Verkauf nach Belgien auswandern, um sich eine neue Existenz zu suchen. Während der Besatzungszeit ist er mit seiner Familie durch die Nazis umgekommen.“ Als Rückerstattungspflichtiger wird Karl Kübel benannt, und die Frage, ob der von diesem 1937 gezahlte Preis für die Firma angemessen gewesen sei, wird verneint. Das Verfahren kommt jedoch zu einem ungewöhnlich schnellen Ende, über dessen Vorgeschichte die Akte nichts aussagt. Am 28. Oktober 1949 wurde von den jeweiligen Bevollmächtigten vor dem Notar Dr. Carl Hans Barz in Frankfurt am Main ein Vergleich geschlossen, dessen Kernsatz lautet:

„Für den Nachlass des verstorbenen Hugo Lindheim sind Rückerstattungsansprüche wegen des Verkaufs eines Grundbesitzes in Kahl a/Main, eingetragen im Grundbuch von Alzenau für Kahl Band 21 Blatt 1337 S.286, unter 7.11.1948 beim Zentralmeldeamt in Bad Nauheim angemeldet worden. Zum Ausgleich aller Ansprüche die dem Nachlass aus dieser Rückerstattung zustehen, insbesondere auch zur Abgeltung eines dem Nachlass etwa zustehenden Anspruches aufgrund des Wiedergutmachungsgesetzes zahlt die Firma Karl Kübel an die Erben einen Betrag von 40.000.--- DM (in Worten: vierzigtausend Deutsche Mark). Die Zahlung erfolgt mit befreiender Wirkung an den Bevollmächtigten der Erben an eine von ihm noch anzugebende in den Westzonen gelegene Bank.“

Zur Sicherung der Ansprüche sollte eine Sicherungshypothek auf das Kahler Grundstück zu Gunsten von Berthold Lindheim eingetragen werden, und noch am gleichen Tag bittet Joseph Christ die Wiedergutmachungsbehörde in Würzburg um die Zustimmung zu dem ausgehandelten Vergleich und zusätzlich darum, „die über das Werk in Kahl (M) verhängte Vermögenssperre umgehend aufzuheben, weil dies im Interesse des Fortgangs der Fabrik geboten ist“. Am 2. November 1949 erklärt Christ der Behörde gegenüber dann noch „die Zurücknahme des Rückerstattungsantrags vom 7.11.48“, was unerwartete Folgen hatte. Auf mehrfache Nachfragen teilte die Wiedergutmachungsbehörde 12. Januar 1950 mit: „Nachdem Sie für Ihre Auftraggeber mit Schreiben vom 2. 11. 1949 die Rücknahme des Anspruches erklärt haben ist das Verfahren für die Wiedergutmachungsbehörde erledigt. Sie haben seinerzeit den gemeinschaftlichen Abschluss des Vergleiches zu Protokoll der Wiedergutmachungsbehörde abgelehnt und anstelle dessen die Rücknahme erklärt. Der Vergleich kann deshalb von der Wiedergutmachungsbehörde nicht genehmigt werden. Dass der Vergleich eine Rückerstattungssache betrifft, ergibt sich ja ohne weiteres aus der mit der Wiedergutmachungsbhörde geführten Korrespondenz.“ Mit anderen Worten: Der Vergleich zwischen den Erben von Hugo Lindheim und Karl Kübel kam ausschließlich in bilateralen Verhandlungen und ohne behördliche Mitwirkung zustande. Für die Erben war diese Einigung vermutlich deshalb naheliegend, weil sie sich auf diese Weise einen unter Umständen langwierigen Rechtsstreit ersparten, und Karl Kübel konnte mit einem für ihn vertretbaren Aufwand das behalten, was er sich im Zuge einer Arisierung angeeignet hatte.

## Wider das Vergessen
Zum Gedenken an Hugo Lindheim, seine Frau Mathilde und die gemeinsame Tochter Lore verlegte die Initiative Stolpersteine Frankfurt am 20. Juni 2020 vor dem Haus Gagernstraße 17 im Frankfurter Ostend drei Stolpersteine.(Lage)

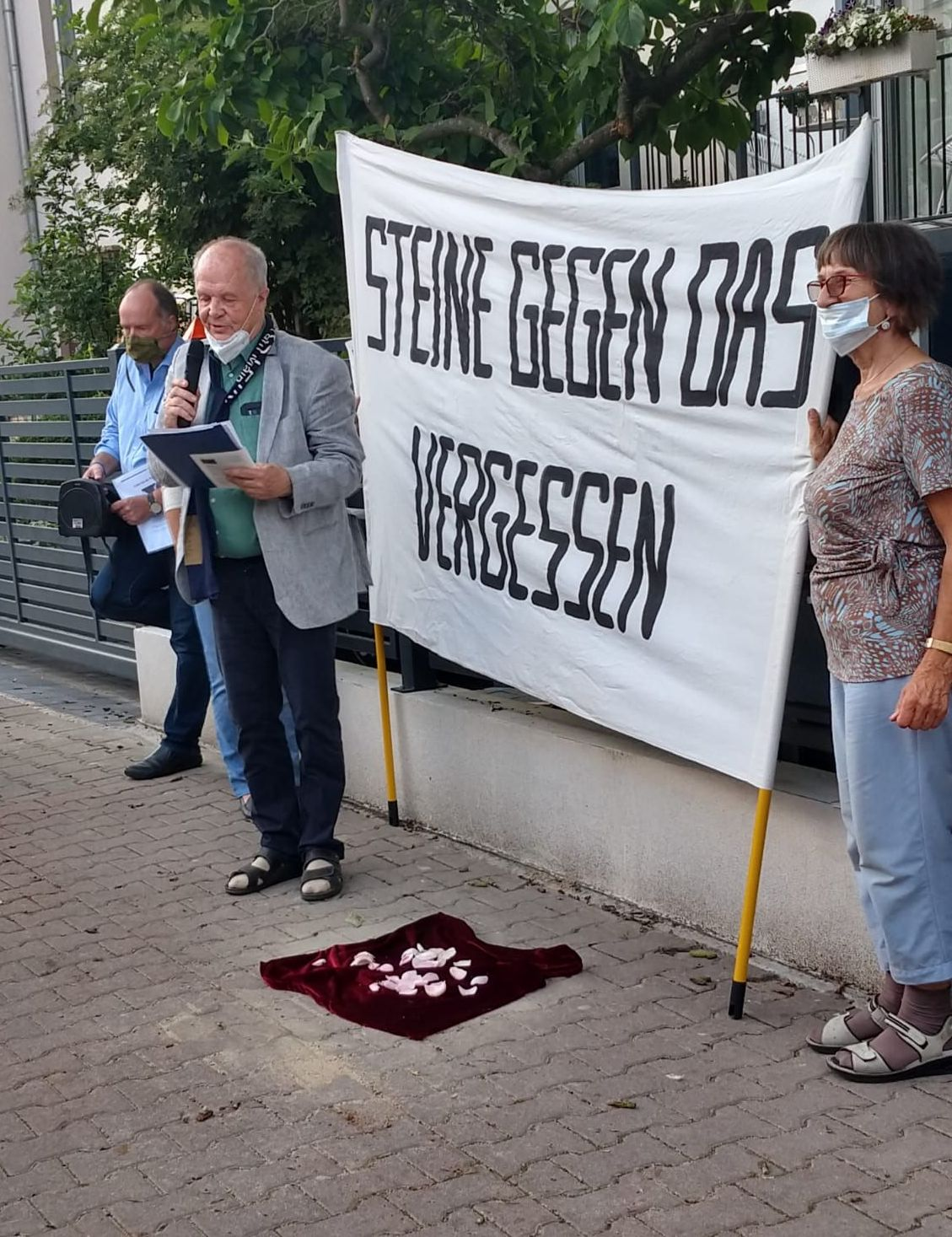
Einleitung durch Hartmut Schmidt von der Stolperstein-Initiative Frankfurt
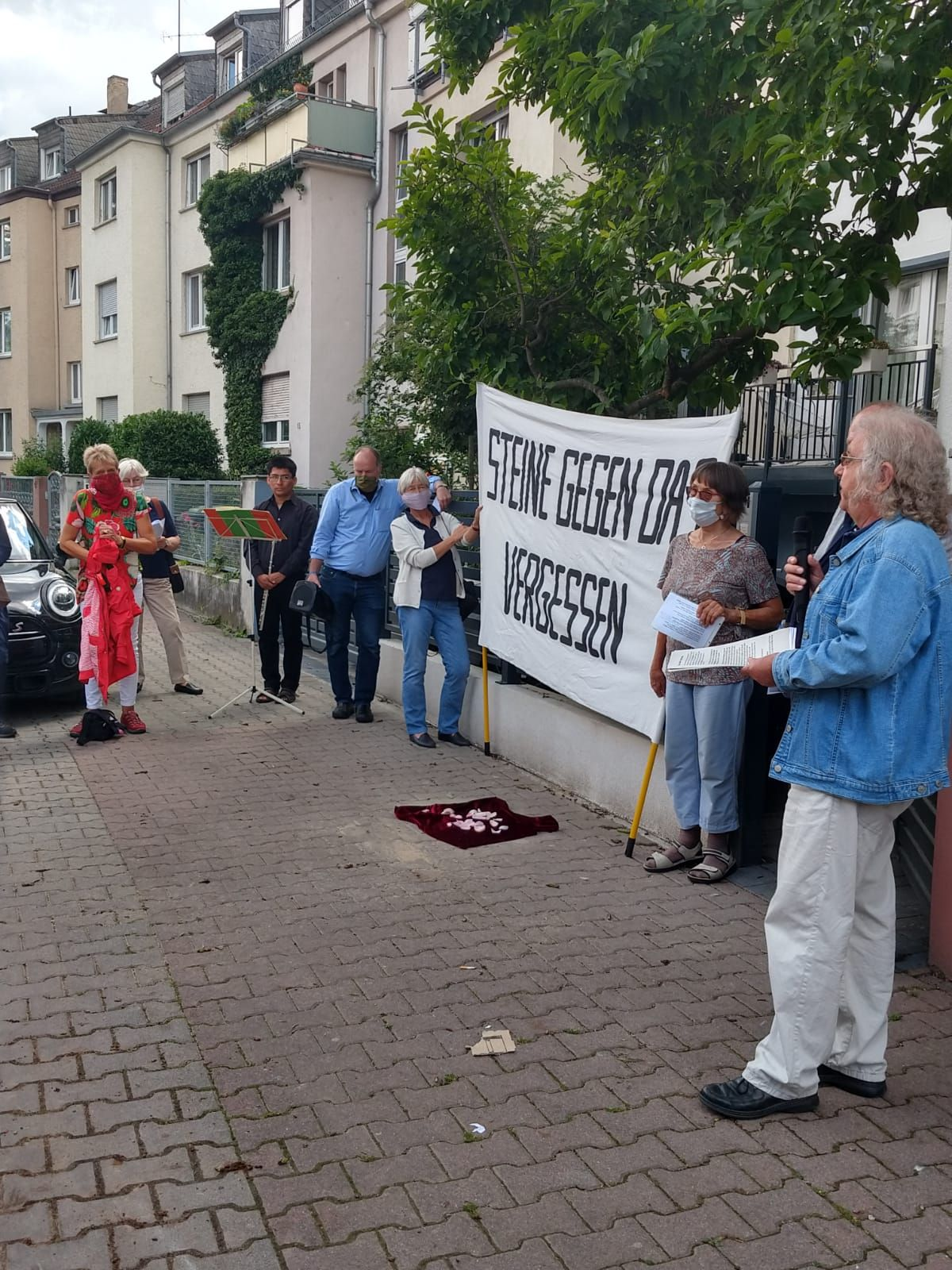
Redebeitrag von Bernd Wältz vor der Enthüllung der drei Stolpersteine
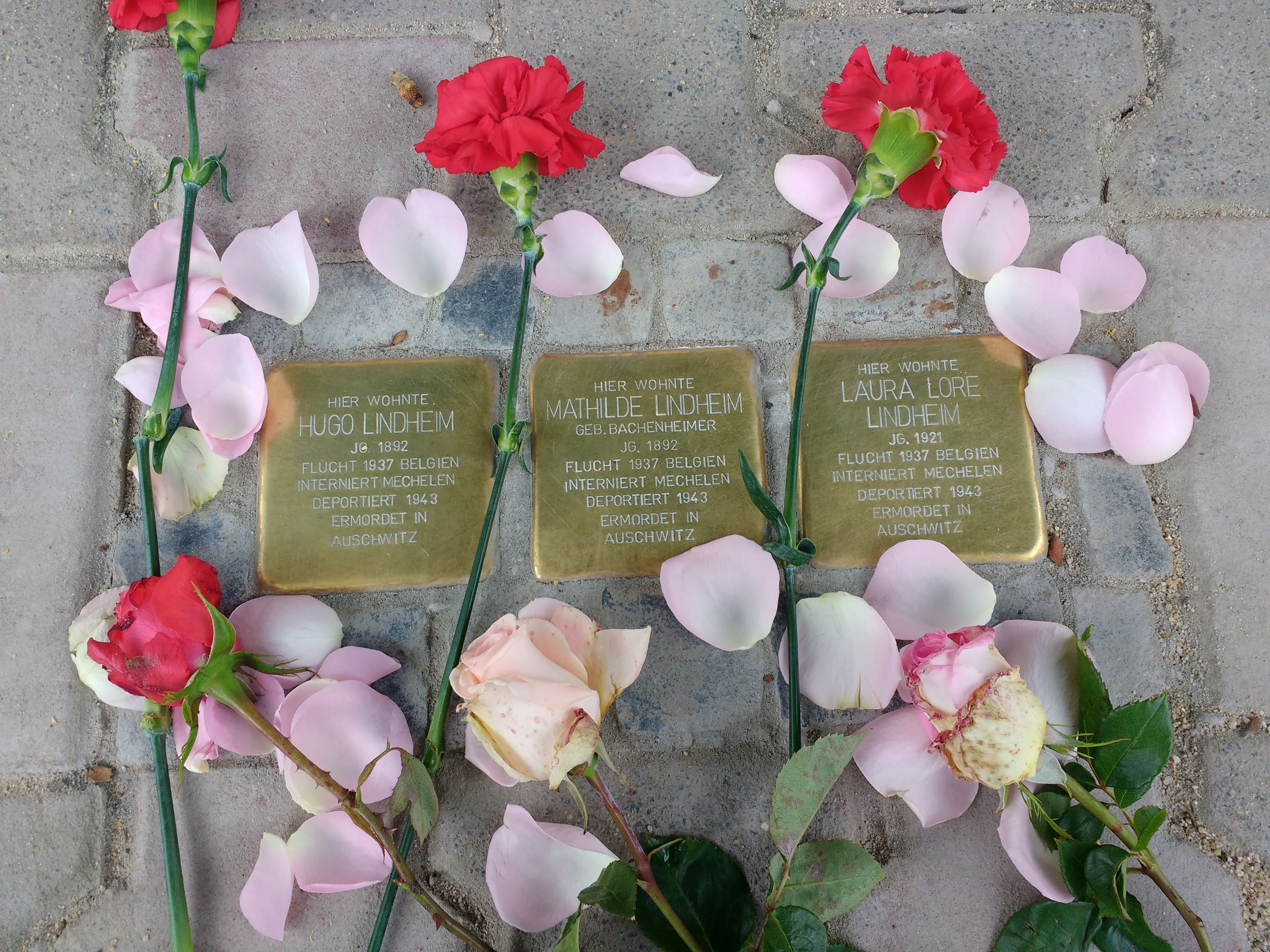
Die drei Stolpersteine nach der Enthüllung
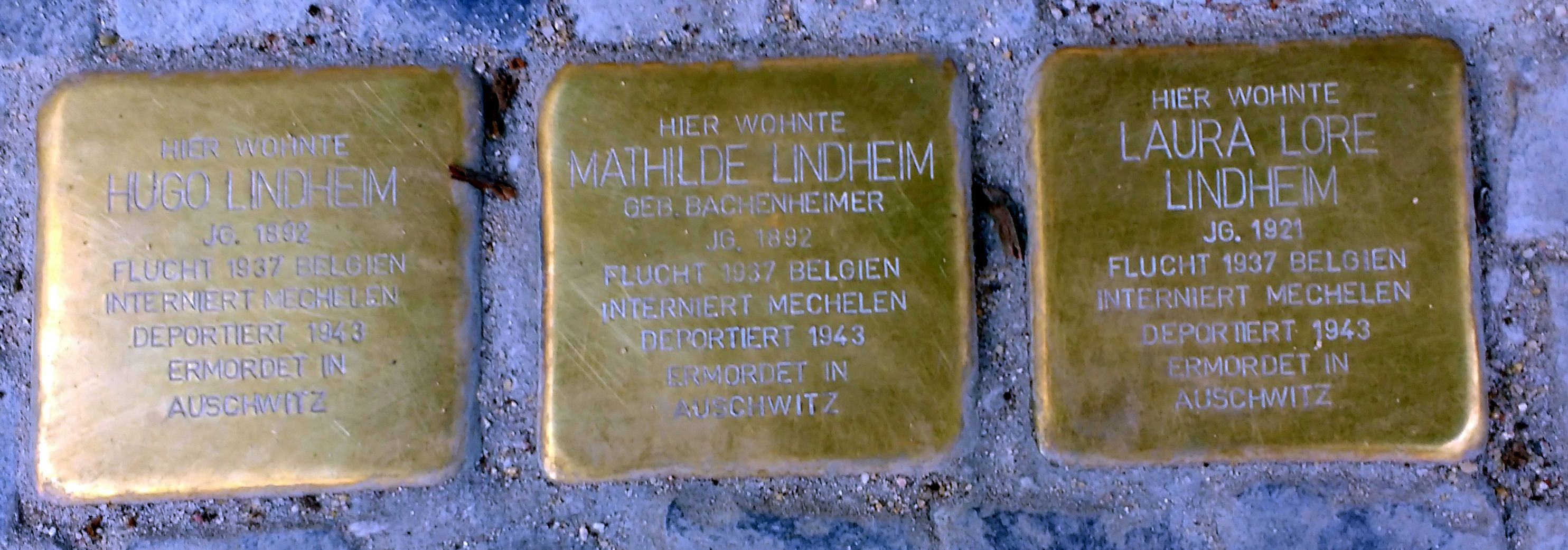
Die drei Stolpersteine für Hugo, Mathilde und Lore Lindheim